# مترسک (کمیک)

مترسک در انیمیشن

مترسک (به انگلیسی: Scarecrow) با نام واقعی دکتر جاناتان کرین، یک شخصیت خیالی ابرشروردر کتاب‌های کامیک آمریکایی منتشر شده توسط دی‌سی کامیکس است که اغلب به عنوان دشمن شخصیت ابرقهرمان بتمن به‌شمار می‌رود. دکتر جاناتان کرین روانشناس، روان‌پزشک و شیمیدان از نخستین دشمنان بتمن در دنیای دی‌سی است. وی در ۱۹۴۱ توسط باب کین و بیل فینگر خلق شد. او نخستین بار در پاییز سال ۱۹۴۱ در شمارهٔ ۳ از مجموعه کمیک جنایی برترین کمیک‌های دنیا حضور یافت. در اصل قدرتش در هوش او و ماده دیوانه کننده‌اش است که باعث ترس می‌شود، اما در نهایت خودش به آن مسموم می‌شود. ماده او از گیاه سمی خاصی است.

## تاریخچه
او بعد حضورش در برترین کمیک‌های دنیا در کمیک شماره ۱۸۹ در عصر نقره‌ای بتمن حضور یافت. او همچنین در کمیک‌های «تاریکترین شب» (به انگلیسی:blackest night) حضور یافت.

## در رسانه‌ها

### فیلم‌ها

مترسک

مترسک قرار بود در قسمت بعدی بتمن‌های جوئل شوماخر حضور داشته باشد ولی بعد از شکست بتمن و رابین این فیلم ساخته نشد. امّا در سال ۲۰۰۵ در فیلم بتمن آغاز می‌کند حضور یافت و نقشش را کیلین مورفی ایفا کرد. چارلی تاهان نیز در سریال گاتهام این نقش را بازی کرد.

### انیمیشن
سری انیمیشن بتمن: مجموعه پویانمایی
ماجراهای جدید بتمن (به انگلیسی:The new adventures of Batman)

### بازی‌های ویدئویی
- ظهور سین تزو
- ماجراهای بتمن و رابین
- بی‌عدالتی ۲
- بتمن: شهر آرکهام
- بتمن: تیمارستان آرکهام
- بتمن: ریشه‌های آرکهام
- بتمن: شوالیه آرکهام